# Jean Gilbert Berthomier de la Villette
Pour les articles homonymes, voir Berthomier et Villette.
Jean Gilbert Berthomier de la Villette (Berthomier des Prots et de la Villette) est un homme politique français, né le 19 mai 1742 à Vitray (Allier) et décédé le 20 janvier 1835 dans la même commune.

## Biographie
Il est avocat au parlement, procureur du roi en la châtellenie de La Bruyère-l’Aubépin et Cérilly en 1767. Il est député du Tiers état aux États généraux de 1789 (du 25 mars 1789 au 30 septembre 1791). Il est élu juge au tribunal de district en 1791, mais démissionne afin de rester député. Après son mandat, il redevient avocat. Il est président de l’administration du canton de Meaulne sous le Directoire. Il est maire de Vitray sous le Consulat et l'Empire.

## Sources
- Ressource relative à la vie publique :   - Base Sycomore
- Notices d'autorité :   - VIAF
  - IdRef
- « Jean Gilbert Berthomier de la Villette », dans Adolphe Robert et Gaston Cougny, Dictionnaire des parlementaires français, Edgar Bourloton, 1889-1891 [détail de l’édition]